# Edificio Torrent
El edificio Torrent sito en la plaza del Doctor Balmis número 6 de la ciudad de Alicante (España) es un edificio residencial plurifamiliar de estilo modernista valenciano construido en el año 1911 que se atribuye al arquitecto Enrique Sánchez Sedeño que destacó en el panorama de la arquitectura alicantina durante las últimas décadas del siglo XIX y sobre todo en los primeros años del siglo XX.
La situación de esta vivienda en la plaza del Doctor Balmis, en el entorno del barrio de San Francisco y dentro del casco antiguo de Alicante, responde a uno de los focos más prolíficos del modernismo alicantino, aunque pocas muestras de esta arquitectura han llegado hasta nosotros. 

## Descripción
La edificación consiste en una planta baja y dos alturas, claramente diferenciadas. En los dos pisos superiores el revestimiento es de ladrillo rojizo sobre el que destacan llamativamente las impostas blancas, y sobresaliendo del plano, los balcones y miradores con recercados, carpinterías y otros ornamentos también de color blanco. Precisamente la utilización del color y de las distintas texturas representan uno de los aspectos más interesantes de esta obra y uno de los rasgos más singulares de su autor, que no podemos dejar de relacionar con el dominio constructivo y material que presuponen.
Compositivamente, la unidad se logra con distintos recursos, entre los que destacaremos la disposición seriada de los huecos, (miradores y balcones), en las dos fachadas, la existencia de una gran cornisa de remate, el tratamiento homogéneo del primer piso y la colocación de impostas estratégicas que abrazan todo el perímetro. Aunque no existe jerarquía del conjunto, en cada fachada independientemente considerada, sí se concibe un eje de simetría y una cierta jerarquía de los elementos. Los miradores se sitúan en el centro y alrededor uno o dos balcones, en función de la longitud de la fachada.